# Torre de vigilancia de Tous
La Torre de vigilancia de Tous es un bien de interés cultural que se encuentra en el término municipal de Tous (Valencia). Su código es 46.20.246-003 y su inscripción se debe a una declaración genérica que afecta a todas las edificaciones de su tipo.
La torre está situada a unos doscientos metros del castillo. Se trata de una edificación de planta cuadrangular irregular, que produce una sensación óptica de triangular, efecto utilizado para repeler los ataques bélicos. Un terremoto que la rasgó de arriba abajo en uno de sus lados.